# طب نفسي للحالات الطارئة
الطب النفسي للحالات الطارئة هو التطبيق الأكلينيكي للطب النفسي للحالات الطارئة. وتشمل الحالات التي تتطلب تدخل نفسي كمحاولة الانتحار أو سوء استخدام مادة أو الاكتئاب أو الذهان أو العنف أوتغيرات سريعة في السلوك. يقوم المختصين في مجال الطب والتمريض وعلم النفس والخدمة الاجتماعية بتقديم خدمة الطب النفسي للحالات الطارئة. وازداد الطلب على خدمة الطب النفسي للحالات الطارئة بشكل ملحوظ في العالم منذ الستينات وخاصة في المناطق المتحضرة. غير أن رعاية المريض في حالة الطب النفسي للحالات الطارئة معقدة جدًا. قد يصل الأشخاص إلى خدمات الطب النفسي للحالات الطارئة طوعاً أو لإحالة من مختصين أو قد يكون دخول غير الطوعي. وتتطلب رعاية المريض تدخل نفسي عادةً عندما يكون محاط بالأزمات واستقرار عديد من الحالات المهددة للحياة والتي تتضمن اضطراب عقلي حاد أو مزمن أو أعراض مشابها لتلك الحالات.

## التعريف

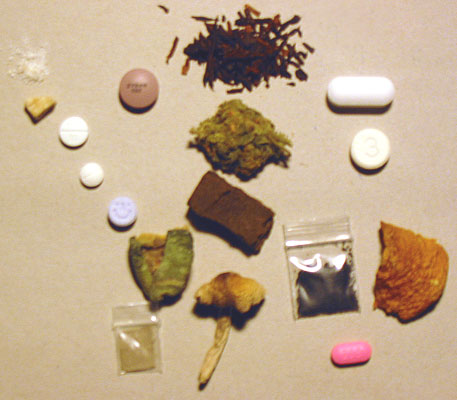
الأدوية النفسية

قد تشمل الأعراض والحالات التي تتطلب طب النفسي للحالات الطارئة محاولة الانتحار وسوء استخدام مادة وتسمم الكحول والاكتئاب الحاد والأوهام والعنف ونوبة الهلع وتغير سريع في السلوك. يتواجد الطب النفسي للحالات الطارئة لتحديد هذه الأعراض والحالات النفسية ومعالجتها. بالإضافة إلى انه قد تتشارك كثير من الحالات الطبية المميتة أعراض نفسية شائعه. تعد قدرة الطبيب والممرض على تحديد هذه الحالات الطبية والتفريق بينها عمل دقيق وحساس.

## تقديم الخدمات
يشار عادة للمكان الذي يقدم خدمة الطب النفسي للحالات الطارئة إلى خدمات الطب النفسي للحالات الطارئة أو وحدات رعاية الطب النفسي للحالات الطارئة أو برنامج الطب النفسي للحالات الطارئة الشامل. الأخصائيون الذين يعملون بالصحة العقلية من مختلف المجالات بما يشمل الطب والتمريض وعلم النفس والخدمة الاجتماعية يعملون في هذه الأوضاع بجانب الأطباء النفسيين وأطباء الطوارئ. في بعض الأحيان تقع المنشئات في مستشفيات الأمراض النفسية أو جناح الطب النفسي أو غرفة الطوارئ موفرة العلاج السريع للمرضى لمدة 24 ساعة في اليوم و7 أيام في الأسبوع. توجد خدمة الطب النفسي للحالات الطارئة في بيئة محمية لتوفر إقامة بسيطة لمدة يومان أو 3 أيام للحصول على تشخيص واضح وإيجاد للمريض بديل مناسب من المستشفيات النفسية وتوفير العلاج لهؤلاء المرضى اللذين من الممكن أن تتفاقم أعراضهم خلال مدة بسيطة من الوقت. يعد تشخيص الطبيب النفسي الدقيق أولوية ثانوية مقارنة بالتدخل في أوضاع الأزمات. وظيفة خدمة الطب النفسي للحالات الطارئة هي تقييم مشكلة المريض وتنفيذ علاج قصير المدى ولا يكون أكثر من عشرات الجلسات مع المريض وتوفير منطقة انتظار لمدة 24 ساعة وتوفير فريق لتدخل في مكان إقامة المريض واستعمال خدمة إدارة الطوارئ لتفادي أية أزمات أخرى والوعي مصادر العيادات الداخلية والخارجية وتوفير هاتف استشارات لمدة 24 ساعة في اليوم لمدة 7 أيام في الأسبوع.

## التاريخ
حقق الطلب على خدمات الطب النفسي للحالات الطارئة ارتفاعاً ملحوظاً منذ الستينات وهذا بسبب حركة إعادة التأهيل في أوروبا والولايات المتحدة. نتج في بعض المناطق عن حركة إعادة التأهيل عدد كبير من الاشخاص المرضى عقلياً على نحو قد يشكل الخطر على المجتمع. هناك تزايد في اعداد التخصصات الطبية وخيار تعدد العلاج الانتقالي مثل العلاج النفسي. وأيضاً هناك تزايد ملحوظ في اعداد اطباء الطب النفسي للحالات الطارئة وخاصة في مواقع خدمة الطب النفسي للحالات الطارئة في المناطق المتحضرة. ساهم الطب النفسي للحالات الطارئة في تقييم العاطلين والمشردين وغيرهم من المحرومين من حقوقهم ومعالجتهم. في بعض الاحيان من الممكن ان يصبح الطب النفسي للحالات الطارئة سهل المنال ومقنع ومجهول. بينما اعتاد كثير من المرضى على خدمة الطب النفسي الطارئ ان يتشاركوا سمات اجتماعية وديموغرافية. ولا تتوافق الاعراض والاحتياجات الظاهرة لأي من ملفات الطب النفسي.يجب ان تكون الرعاية الفردية التي يحتاجها المرضى ليستفيدوا من خدمة الطب النفسي للحالات الطارئة متجددة وتحتاج إلى تغير دائم واحيانا طرق علاجية معقدة.

## النطاق

### محاولات وأفكار الانتحار
قدرت منظمة الصحة العالمية في عام 2000 مليون حالة انتحار في العالم كل سنة. وهناك عدد لا يحصى من محاولات الانتحار. تتواجد خدمة الطب النفسي للحالات الطارئة لمعالجة الاضطرابات العقلية المصاحبة لزيادة الخطر من محاولات الانتحار. ويتوقع خبراء الصحة العقلية في هذه الحالات تصرفات عنيفة من المرضى على أنفسهم أو على الاخرين. تؤدي العناصر المعقدة إلى رغبة الانتحار من عدة مصادر تشمل العناصر الاجتماعية والسيكولوجية والحيوية والشخصية والبشرية والدينية. ويستخدم خبراء الصحة العقلية أي من هذه المصادر المتاحة لهم لتحديد عوامل الخطر وعمل تقييم شامل وتحديد العلاج اللازم.

### سلوك العنف
قد تكون العدوانية ناتج عناصر داخلية وخارجية والتي تشكل نشاط قابل للقياس في الجهاز العصبي اللاإرادي. ومن الممكن ان يصبح هذا النشاط دليل من خلال الاعراض مثل تشنج القبضات أو الفك أو إنظام أو اغلاق الباب بعنف أو ضرب اليد بقضبة أو يفزع فجاءة. وتم تقدير 17% من الزيارات إلى خدمة الطب النفسي للحالات الطارئة انها بالاصل بسبب القتل بالإضافة إلى 5% انتحارية وقتل. قد يصاحب العنف كثير من الحالات مثل تسمم السكر الحاد والذهان الحاد واضطراب الشخصية المرتابة واضطراب الشخصية المعادية للمجتمع واضطراب الشخصية النرجسية واضطراب الشخصية الحدي. من الممكن ان تؤدي عوامل الخطر الاضاقية المعروفة إلى عنف في السلوك. وتشمل عوامل الخطر هذه اعتقال سابق والهلوسة والوهم أو غيرها من الضعف العصبي كونه غير متعلم وغير متزوج وغيرها. يقدر خبراء الصحة العقلية جميع عوامل لعنف ليحددوا قياس الامان والعلاج للمريض.
الذهان:
يشاع في خدمة الطب النفسي للحالات الطارئة مرضى يعانون من اعراض الذهان. وقد يكون من الصعب تحديد مصدر مرض الذهان وفي بعض الاحيان يأتي بالمرضى إلى خدمة الطب النفسي للحالات الطارئة لمعالجة الذهان ويكون قد انقطع عن خطة علاجه السابقة. بينما لا تستطيع خدمة الطب النفسي للحالات الطارئة تأمين رعاية طويلة لهذا النوع من المرضى ولكنها فقط تستطيع تأمين استراحة قصيرة وإعادة المريض إلى المسؤول عن حالته أو إعادة تقديم علاج نفسي. عند زيارة المريض الذي يعاني من اضطراب عقلي مزمن فإن من الممكن أن تشير وحدة الأزمات إلى وجود مرسب غير مكتشف مثل التغير في السلوك اسلوب العيش أو التحويل في الحالة الطبية. وتلعب هذه التقديرات جزءًا في تطور الخطة العلاجية وإيجادها. قد يعاني الفرد من بداية الهوس الحاد ومن الممكن أن تخضع مثل تلك الحالات للتشخيص من خلال الحصول على تاريخ طبي ونفسي مراضي واستعراض فحص الحالة العقلية وعمل اختبار نفسي والحصول على تصوير عصبي وتحقيق غيرها من القياسات الفيزيولوجيا العصبية. ما يلي هذا انه يستطيع الخبراء بالصحة العقلية أن يقدموا تشخيص مختلف وتجهيز المريض للعلاج. مع الاخد بالاعتبار رعاية المريض فإنه من الصعب تحديد أصل الذهان الحاد بسبب حالة المريض العقلية. على اية حال يصنف الدهان الحاد كحالة طبية طارئة تتطلب اعتناء عاجل وكامل.و يؤدي النقص في تحديده وعلاجه إلى الانتحار والقتل وغيرها من أعمال العنف.
سوء استخدام مادة والافراط والسكر:
التسمم الشديد سبب شائع آخر لاعراض الذهان ومن الممكن أن تزول هذه الأعراض الحادة بعد مدة من الملاحظة أو علاج الفارماكولوجية النفسية المحدودة. وعلى أية حال مثل هذه المشاكل كمعاقرة الدواء أو سوء الاستعمال من الصعب معالجتها في غرفة الطوارئ كحالة طويلة المدى. قد يتطلب تسمم الكحول الحاد كغيرها من معاقرت المواد إلى تدخل نفسي. وكمثبط للجهاز العصبي المركزي غالبا التأثيرات المبكرة من للكحول وتتمثل بزيادة الثرثرة والدوار والإحباط الاجتماعي غير المقيد. مع الاخذ بالاعتبار ضعف التركيز والأداء اللفظي والحركي والبصري وفقدان الذاكرة قصير المدى والذي قد ينتج عنه تغير في السلوك مسببا اصابة أو موت وتعتبر مستويات الكحول الاقل من 60 مل جرام لكل دييلتر في الدم غير قاتل. ومن ناحية أخرى يعد الأشخاص ذو مستوى 200 مل جرام لكل دسيلتر في الدم حالة سكر كامل وتعد نسبة تركيز 400 مل حرام لكل دسايتر في الدم قاتلة. ويسبب الخدر في الجهاز التنفسي. علأوة على تغيرات السلوك الخطيرة والتي تظهر بعد استهلاك كمية معينة من الكحول. وقد يظهر في بعض الحالات تسمم التحسس الذاتي حتى بعد استهلاك كمية معينة من الكحول. عادة تحتوي عوارض هذا الاعطاب على الاختلال والتوهان والتوهم والهلوسة المرئية وزيادة في العدوانية وغضب شديد.
من الممكن أن يعاني صاحب الكحولية المزمنة من هلوسة المصاحبة للكحول بينما القطاع مدة طويلة عن الشرب قد يحدث هلاس سمعي. ومثل هذا العرض من الممكن أن يستمر لبضع ساعات أو اسبوع كامل. ودائما يستخدم مضاد الطفيليات لمعالجة هذه الأعراض وأيضا يمكن معالجة المرضى من معاقرة المواد بإعطاء دواء مؤثر نفسي يحتوي على أمفيتامين أو الكافيين أو رباعي هيدروكانابينول أو الكوكايين أو الفينسيكليدين أوغيرها من النشرق واشباه افيونيات وافيونات المفعول وعقار مسكن ومنوم ومضاد قلق ومخدر والذهان الفصامي. يقيم الأخصائيون معاقرة المواد وعلاجها بوضع خطة علاجية لمواجهة الرفض وغيرها من السلوك السلبي مباشرة نحو العلاج. بالإضافة إلى انه يجب علي الأخصائيين أن يحددو مستخدم معاقرة الدواء ووسيلة لإعطاء الدواء والتجريع وكانت آخر مرة تم فيها استخدام العلاج لتحديد علاج طويل وقصير المدى. ويجب وصف العلاج المناسب ومن الممكن أن تشمل هذه الأوضاع مرافق للعيادات الخارجية أو مستشفيات جزئية أو مراكز علاجية سكنية أو مستشفيات. في كلاهما يتم تحديد الأوضاع العلاجية طويلة المدى والعاجلة على حسب صرامة الاعتماد الفيسيولوجي المعقَّد من الاستخدام الخاطئ.
المخاطر الناتجة عن العقاقير وتأثيرها:
تعد الجرعة الزائدة والتداخل الدوائي والتأثيرات الخطيرة من الأدوية النفسية وخاصة مضادة الذهان من الطب النفسي للحالات الطارئة.متلازمة المقلد العصبي السرطاني معقدة وكامنة ومميتة للجيل الالول أو الثاني لمضاد الذهان. فاذا لم تعالج قد ينتج عنها ارتفاع درجة الحرارة أو تصلب العضلات أو تشوش أو علامات حيوية غير مستقرة أو الموت. تنتج متلازمة سيروتونين عندما تمتزج مثبطات استرداد السيروتين الانتقائية أو مثبط اكسيداز احادي الامين مع البوسبيرون. تشمل الاعراض الحادة لمتلازمة السيروتونين الحرارة المفرطة والهذيان وتسرع القلب الذي يسبب صدمة. ودائما أعراض الذين يعانون من أمراض طبية وحادة مثل العلامات الحيوية غير المستقرة سوف يتم تحويلها إلى غرفة طوارئ عامة أو دواء لارتفاع المراقبة.
اضطرابات الشخصية:
من الممكن أن تعد الاضطرابات الظاهرة في الخلل الوظيفي في مناطق متعلقة بالإدراك والعواطف والعلاقات الوظيفية والتحكم بالقوة الدافعة من اضطرابات الشخصية. المرضى الذين يعانون من اضطرابات الشخصية لا يتذمرون دائما من الأعراض المصاحبة لاضطرابهم. ومن الممكن أن يعرضون المرضى الذين يعانون من الاضطرابات النفسية الطارئة سلوك قتالي أو مشبوه ويعانون من عرض الدهان أو يصابون بالتوهم. مقارنة مع المرضى في العيادات الخارجية والسكان بشكل عام فان غالبية الأشخاص الذين يعانون من الاضطرابات الشخصية في الطب النفسي للمرضى في العيادات الخارجية أكثر من 7 إلى 25% ويحأول الأخصائيون الذين يعملون مع هؤلآء المرضى إلى تهدئة الفرد إلى المستوى الطبيعي.
القلق:
يسعى المرضى الذين يعانون من حالة شديدة من القلق إلى العلاج عندما يستنفذون جميع طرق الدعم ولا يكون باستطاعتهم مواجهة القلق. قد يكون الشعور بالقلق في مختلف الأوضاع من مرض طبي أو اضطراب نفسي وووظيفة ثانوية للتشوش من اضطراب نفسي آخر ومن اضطراب نفسي رئيسي مثل اضطراب الهلع أو اضطراب القلق المتعمم أو كنتيجة للضغط من بعض الحالات كاضطراب الإحكام أو اضطراب الكرب الناتج عن الصدمة النفسية. عادة يحأول الإخصائيون تأمين ملاذ آمن للمريض ليتم تشخيص المرض وإعطاء العلاج بسهولة. يعد علاج اضطراب القلق مهم للمريض الذي يعاني من هذا الاضطراب ويقع عليه خطر كبير من الموت المبكر.
الكوارث:
تتسبب الكوارث الطبيعية والمخاطر التي يصنعها الإنسان ضغط نفسي حاد للمصاب المحيط بالحدث. مصممة إدارة الطوارئ خدمة الطب النفسي للحالات الطارئة لتساعد المصابين بهذه الحالة. وتسبب تأثير هذه الكوارث صدمة للناس أو هلع أو الشلل أو الذعر أو التشويش. قد يواجه الأشخاص بعد ساعات أو أيام أو شهور أو سنين من الكارثة ذكريات أليمة وكوابيس أو قد يشعرون بالامبالاة أو الانسحاب أو فقدان في الذاكرة أو اعياء شديد أو فقدان في الشهية أو أرق أو اكتئاب أو الهيوجية أو نوبة هلع أو القلق وعدم الارتياح.و كنتيجة تسببت بها البيئة الخطيرة والغير منظمة للكارثة فإن خبراء الصحة العقلية يقيمون المرضى ويعالجونهم بأسرع ما يمكن ما عدا الحالات المهدده بالخطر على المريض أو من حوله فأنه يتعامل معها أولا.و قد يتيح الخبراء أنفسهم ليسمحوا للأفراد بأن يتخلصوا من مشاعر الوحدة العجز والضعف. قد يعاني بعض المصابين باضطراب الكرب التابع للصدمة النفسية الحادة أو المزمنة اعتمادا على درجة الكارثة ودائما الأشخاص الذين يعانون من هذا الاضطراب الحاد يخضعون إلى مستشفى الطب النفسي للاستقرار حالتهم.
الافراط وسوء الاستعمال:
قد يسبب عارض الافراط الفيزيائي والجنسب أو الاغتصاب إلى عواقب خطرة على المصاب من التصرف الإجرامي. قد يعاني المصابون من قلق حاد وخوف وعجز وتشوش واضطرابات في النوم والأكل وعدوانية وشعور بالذنب والعار. وتشمل إدارة الفعل التثقيف النفسي مع الاخذ بالاعتبار الطبي والقانوني. يمكن لخبراء الصحة العقلية ان يقدموا بلاغ للشرطة في حال لاحظو نشاطات اجرامية اعتمادا على المتطلبات القانونية للمنطقة. عادة يجتمع خبراء الصحة العقلية ليحددوا التاريخ في بداية التشخيص وجعل المريض يتلقى العلاج إذا لزم الامر. يشمل العلاج الطبي الفحص السريري ومجموعة من الادلة الشرعية وتحديد مخاطر الحمل في حال تطبيقة.
العلاج:
تعد خدمة الطب النفسي الحالات الطارئة مؤقتة وتوفر فقط حلول لجعل الحالات المهددة بالخطر مستقرة. وحالما تستقر حالة المريض يتم نقل المرضى الذين يعانون من حالة مزمنة إلى مكان يستطيع توفير إعادة تأهيل طويل المدى. ويختلف العلاج الموصوف في خدمة الطوارئ اعتمادا على حالة المريض. وقد يتم استخدام مختلف الانواع من الأدوية النفسية أو العلاج النفسي أو التخدير بالصعق الكهربائي. وقد قلل تأثير الأدوية النفسية في الطب النفسي فائدة المنع الجسدي في خدمة الطوارئ بواسطة تقليل الاعراض الخطرة الناتجة عن الامراض العقلية أو تسمم المسكر المتفاقم والحاد.
الأدوية
يجب الاخذ بعين الاعتبار التاثيرات السريعة كعامل خطر في الطب النفسي للحالات الطارئة. الحركة الدوائية هي حركة العقاقير عبرالجسم مع الوقت وتعتمد على الاقل جزئيا على طرق اعطاء الدوام والامتصاص والتوزع والتمثيل الغذائي للادوية. الطريقة الشائعة لاعطاء الدواء هي الطريقة الفمويه ولكن إذا كانت هذه الطريقة لإيصال الدواء فإنه يجب أن تكون قادرة لايصالها للمعدة وبقائها هناك. اما في حالة التقيء والغثيان من هذه الطريقة فإنها ليست الخيار. في هذه الحالة تكون تحميله الدواء هي الخيار البديل. ويمكن إعطاء الأدوية من خلال الحقن العضلية أو عن طريق الوريد. يختلف وقت امتصاص الدواء المطلوب اعتمادا على كثير من العناصر تشمل الخلالية الدواء والتحرك المعدي المعوي واس الهيدروجيني. اما إذا كان الدواء فموي فإن الامل الموجود في المعدة قد يؤثر على مستوى الامتصاص. حالما يتم امتصاص الدواء فإنه يتوزع عبر الجسم أو في حالة الأدوية النفسية يمرر الحاجز الدموي إلى الدماغ. مع كل هذه العناصر التي تؤثر علي سرعة التأثير فإنه يختلف ظهورها. ان وقت الدوام مرتبط بالسرعة ويمكن ان يظهر خلال عدة دقائق.على سبيل المثال يعتقد الأطباء ان يروا فتور الاعراض 30 دقيقة بعد الهالوييريدول (مضاد الذهان) ويتم إعطاء الدواء بالعضل.
الطب النفسي:
يمكن استخدام طرق علاج أخرى في خدمة الطب النفسي للحالات الطارئة. ويمكن استخدام العلاج النفسي المختصر لمعالجة الحالات الحادة أو المشاكل الطارئة طالما ان المريض يفهم ان مشكلته نفسية وعندما يثق المريض بالاطباء فأنهم يعيدون الامل في التغيير ويصبح لدى المريض الحماس للتغير والاطباء على دراية بتاريخ المريض النفسي ويفهم المريض ان هذه السرية محترمة من قبل الاطباء. وتسمل عملية العلاج المختصر في الحالات النفسية الطارئة شكوى رئيسية من المريض وملاحظة العناصر النفسية واعادة صياغة تمثيلية للمشكلة وايجاد طرق لخل المشكلة ووضع هدف محدد من المعلومات الناتجة من جوانب العلاج النفسي المختصر وهي علاجية لانها تساعد المريض لوصف مشكلته بوضوح. وإذا حدد الاطباء ضرورة جلسة العلاج النفسي عندها يستطيع نقل المريض خارج الطوارئ إلى عيادة أو مركز مناسب.
التخدير بالصعق الكهربائي ECT:
التخدير بالصعق الكهربائي هو علاج من نوع جدلي ولا يمكن تطبيقه في خدمة الطب النفسي للحالات الطارئة. ويمكن استخدام التخدير بالصعق الكهربائي كعلاج بديل في حال ان المريض اصيب باكتئاب حاد ولا يمكن منعه من ايذاء نفسه أو في حال رفضه ل شرب الدواء أو أكله. بينما تقترح الدرسات التمهيدية بأن التخدير بالصعق الكهربائي قد يكون علاج فعّال للاكتئاب وعادة تتطلب الدورة من 6 إلى 13 جلسة من التشنجات وتستمر على الاقل 20 ثانية للتأثيرات المضادة للاكتئاب بالظهور.
المراقبة والمعلومات الجانبية:
هناك جوانب مهمة أخرى للطب النفسي في الحالات الطارئة وهي المعلومات الجانبية والمراقبة. تعد مراقبة سلوك المريض جانب مهم في الطب النفسي للحالات الطارئة نظراً لإنه يتيح للاخصائيين العمل مع المريض لتقدير عاقبة المرض وتطورات حالته. كثير من السلطات الأساسية تلزم التقييد بالخطورة أو عدم القدرة على احتياجات الشخص. قد تساعد المراقبة لوقت معين في تحديد هذا وعلى سبيل المثال لو ان المريض كان يعني من سلوك عنيف في المجتمع واستمر بطريقة غريبة بدون سبب واضح سوف يساعد العاملين على تحديد احتياج دخول المستشفى. المعلومات الجانبية هي المعلومات التي يحصل عليها من العائلة أوالأصدقاء أومقدمي العلاج للمريض. تطلب بعض السلطات موافقة المريض حتى تحصل على المعلومات بينما بعضها لا يطلب هذا.و على سبيل المثال إذا كان المريض يعاني من خوف من الناس الذين يتبعونه أويتنصتون عليه فإن هذه المعلومات قد تكون مفيدة لتلاحظ الفروق إذا كانت هذه الافكار تعتمد على الواقع. تستطيع العارضة السابقة لمحأولة الانتحار أو السلوك العدواني أن تكون مثبتة أو مدحضة.
الاستعداد:
يتلقى المريض دائماً خدمة الطوارئ في وقت أساسي ومحدد مثل 24 ساعة أو 72 ساعة. وبعد هذا الوقت يجب على العاملين تحديد المكان التالي للمريض ليتلقى الخدمات. وهذا يسمى الاستعداد وهذه واحدة من أهم السمات في الطب النفسي للحالات الطارئة.
دخول المستشفى
يحدد العاملين احتياج المريض لإدخاله في العيادات الداخلية النفسية أو إذا لم يكونوا خطيرين على المجتمع بعد ملاحظتهم لقليل من الوقت أو علاج مختصر. عادة يحتوي التقويم النفسي الطارئ المبدئي على مرضى مضطرين ومذعورين وانتحاريين. التقييم المبدئي لتحديد الإخضاع والتدخل مصمم ليكون علاجي بقدر الإمكان.
الالتزام اللاإرادي:
يشار الالتزام اللاإرادي أو القطعي عندما يصنف رجال الشرطة أو أعضاء الصحة أو المختصين بالصحة للحالات الفردية على انهم خطيرون على أنفسهم. وغيرها من الإعاقة الشديدة أو التخلف العقلي على تطبيق قانون الحكومة على المنطقة. بعد نقل الفرد إلى الطب النفسي للحالات الطارئة يكتمل التقدير المبدئي للمختصين والذي قد ينتج عنه أو لاينتج عنه علاج إجباري. قد يتم إخراج بعض المرضى بفترة قصيرة من دخولهم الطب النفسي للحالات الطارئة بينما يتطلب اخرون مراقبة أطول واستمرار احتياجهم للالتزام الا إرادي. من الممكن للمرضى الاخرون في البداية ان يأتون طوعا ويلاحظ انهم يشكلون خطرًا على أنفسهم أو على الاهرين ومن الممكن ان يكون الالتزام الا إرادي مبدئيا في نرحلة ما.
إحالات وادخال المستشفى الطوعي:
في بعض المناطق مثل الولايات المتحدة دخول المستشفى طوعا يفوق العدد بالالتزام الارادي بسبب ان التأمين لا يشمل الدفع للمستشفى ماعدا إذا كان حالة خطرة تؤثر على الفرد والمجتمع. بالإضافة إلى ان خدمة الطب النفسي للحالات الطارئة تعترف بان هناك ثلث المرضى يئبون العلاج.